# Boxe nos Jogos Olímpicos de Verão de 2012 - Peso superpesado masculino
A categoria de peso superpesado masculino do boxe nos Jogos Olímpicos de Verão de 2012 foi disputada entre os dias 1 e 12 de agosto no ExCeL.

## Medalhistas
| Ouro   | GBR Anthony Joshua                       |
| Prata  | ITA Roberto Cammarelle                   |
| Bronze | AZE Magomedrasul Majidov KAZ Ivan Dychko |

## Resultados
|  | Oitavas-de-final          | Oitavas-de-final          | Oitavas-de-final |  |  | Quartas-de-final         | Quartas-de-final         | Quartas-de-final       |     |                          | Semifinal                | Semifinal              | Semifinal |  |  | Final | Final | Final |
|  |                           |                           |                  |  |  |                          |                          |                        |     |                          |                          |                        |           |  |  |       |       |       |
|  | AZE Magomedrasul Majidov  | AZE Magomedrasul Majidov  | RSC              |  |  |                          |                          |                        |     |                          |                          |                        |           |  |  |       |       |       |
|  | COD Meji Mwamba           | COD Meji Mwamba           |                  |  |  | AZE Magomedrasul Majidov | AZE Magomedrasul Majidov | 17                     |     |                          |                          |                        |           |  |  |       |       |       |
|  | RUS Magomed Omarov        | RUS Magomed Omarov        | 19               |  |  | RUS Magomed Omarov       | RUS Magomed Omarov       | 14                     |     |                          |                          |                        |           |  |  |       |       |       |
|  | USA Dominic Breazeale     | USA Dominic Breazeale     | 8                |  |  |                          |                          |                        |     | AZE Magomedrasul Majidov | AZE Magomedrasul Majidov | 12                     |           |  |  |       |       |       |
|  | MAR Mohamed Arjaoui       | MAR Mohamed Arjaoui       | 15               |  |  |                          | ITA Roberto Cammarelle   | ITA Roberto Cammarelle | 13  |                          |                          |                        |           |  |  |       |       |       |
|  | CMR Blaise Yepmou Mendouo | CMR Blaise Yepmou Mendouo | 6                |  |  | MAR Mohamed Arjaoui      | MAR Mohamed Arjaoui      | 11                     |     |                          |                          |                        |           |  |  |       |       |       |
|  | ECU Ítalo Perea           | ECU Ítalo Perea           | 10               |  |  | ITA Roberto Cammarelle   | ITA Roberto Cammarelle   | 12                     |     |                          |                          |                        |           |  |  |       |       |       |
|  | ITA Roberto Cammarelle    | ITA Roberto Cammarelle    | 18               |  |  |                          |                          |                        |     |                          | ITA Roberto Cammarelle   | ITA Roberto Cammarelle | 18        |  |  |       |       |       |
|  | KAZ Ivan Dychko           | KAZ Ivan Dychko           | 14               |  |  |                          | GBR Anthony Joshua       | GBR Anthony Joshua     | 18+ |                          |                          |                        |           |  |  |       |       |       |
|  | GER Erik Pfeifer          | GER Erik Pfeifer          | 4                |  |  | KAZ Ivan Dychko          | KAZ Ivan Dychko          | 20                     |     |                          |                          |                        |           |  |  |       |       |       |
|  | CAN Simon Kean            | CAN Simon Kean            | 16+              |  |  | CAN Simon Kean           | CAN Simon Kean           | 6                      |     |                          |                          |                        |           |  |  |       |       |       |
|  | FRA Tony Yoka             | FRA Tony Yoka             | 16               |  |  |                          |                          |                        |     | KAZ Ivan Dychko          | KAZ Ivan Dychko          | 11                     |           |  |  |       |       |       |
|  | CHN Zhang Zhilei          | CHN Zhang Zhilei          | RSC              |  |  |                          | GBR Anthony Joshua       | GBR Anthony Joshua     | 13  |                          |                          |                        |           |  |  |       |       |       |
|  | AUS Johan Linde           | AUS Johan Linde           |                  |  |  | CHN Zhang Zhilei         | CHN Zhang Zhilei         | 11                     |     |                          |                          |                        |           |  |  |       |       |       |
|  | CUB Erislandy Savón       | CUB Erislandy Savón       | 16               |  |  | GBR Anthony Joshua       | GBR Anthony Joshua       | 15                     |     |                          |                          |                        |           |  |  |       |       |       |
|  | GBR Anthony Joshua        | GBR Anthony Joshua        | 17               |  |  |                          |                          |                        |     |                          |                          |                        |           |  |  |       |       |       |